# Whirlpool Aero Car

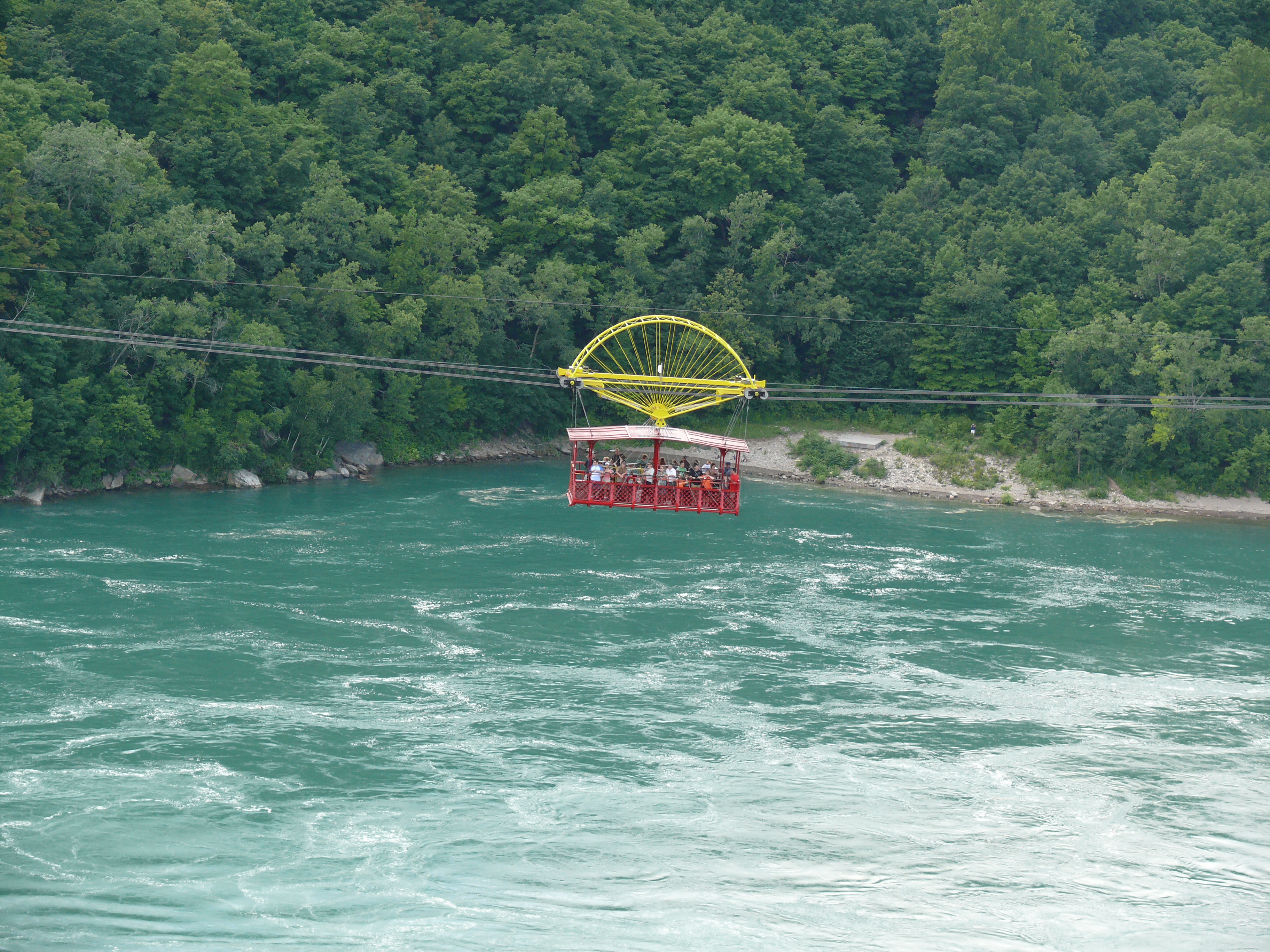
Whirlpool Aero Car

Whirlpool Aero Car, eller Spanish Aero Car är en kanadensisk kabinbana i Niagara Falls i Ontario, som transporterar passagerare över den del av Niagarafloden som kallas Niagara Whirlpool. Kabelbanan konstruerades av den spanske ingenjören Leonardo Torres Quevedo (1852–1936), byggdes 1916 och har därefter förbättrats 1961, 1967 och 1984. Kabinbanan har en kabin, vilken tar 35 stående passagerare på en kilometerlång resa fram och tillbaka. Kabinbanan ägs och drivs av Niagara Parks Commission.
Whirlpool Aero Car har sex sammankopplade stålkablar, var och en 25 millimeter i diameter. Kabelvagnen drivs av en elektrisk motor på 50 hästkrafter och går i ungefär sju kilometer per timme. Vid strömavbrott används en dieselmotor som driver en hydraulisk pump, vilken drar vagnen tillbaka till terminalen. Kabelbanan har också en räddningsvagn som tar fyra passagerare plus förare. 
Whirlpool Aero Car är upphängd mellan två stationer i Kanada, men den går på den 536 meter och tio minuter långa vägen mellan dessa en bit på andra gränsen till USA. Vagnen korsar gränsen omkring 150 meter efter startpunkten och går 61 meter i USA, innan den korsar gränsen igen. Vid gränsövergångarna går kabinen på 71 meters höjd över vattenytan och mitt på sträckan på 61 meters höjd. Vattnet i forsarna under kabinen har en hastighet på 35–37 kilometer per timme. 
Från början var kabelvagnen öppen, men numera är den täckt.
Kabelbanan är stängd under huvuddelen av vintern på grund av snö och is. 

## Bildgalleri

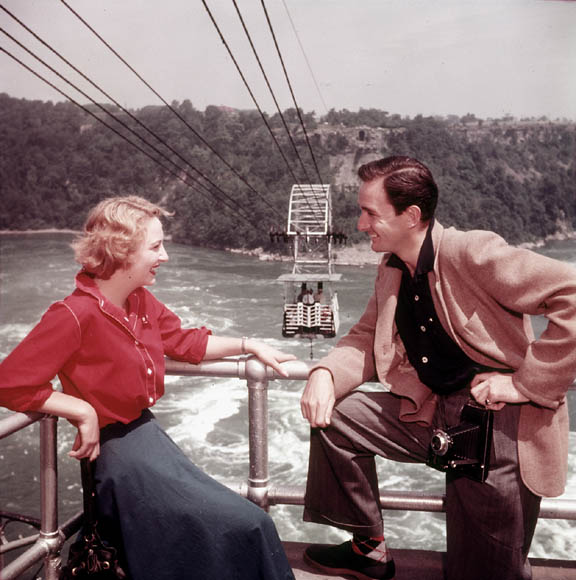
Turister vid Niagarafallen omkring 1960, med Aero Car i bakgrunden
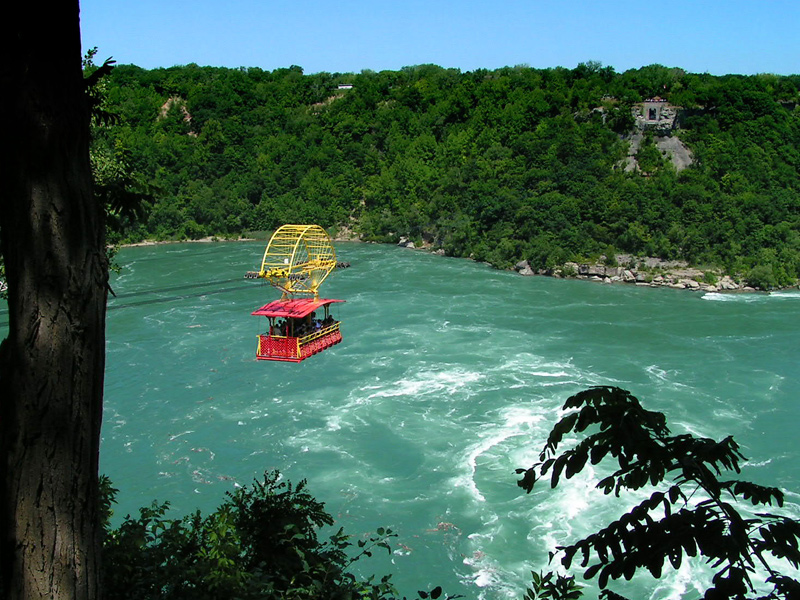
Whirlpool och kabinvagn
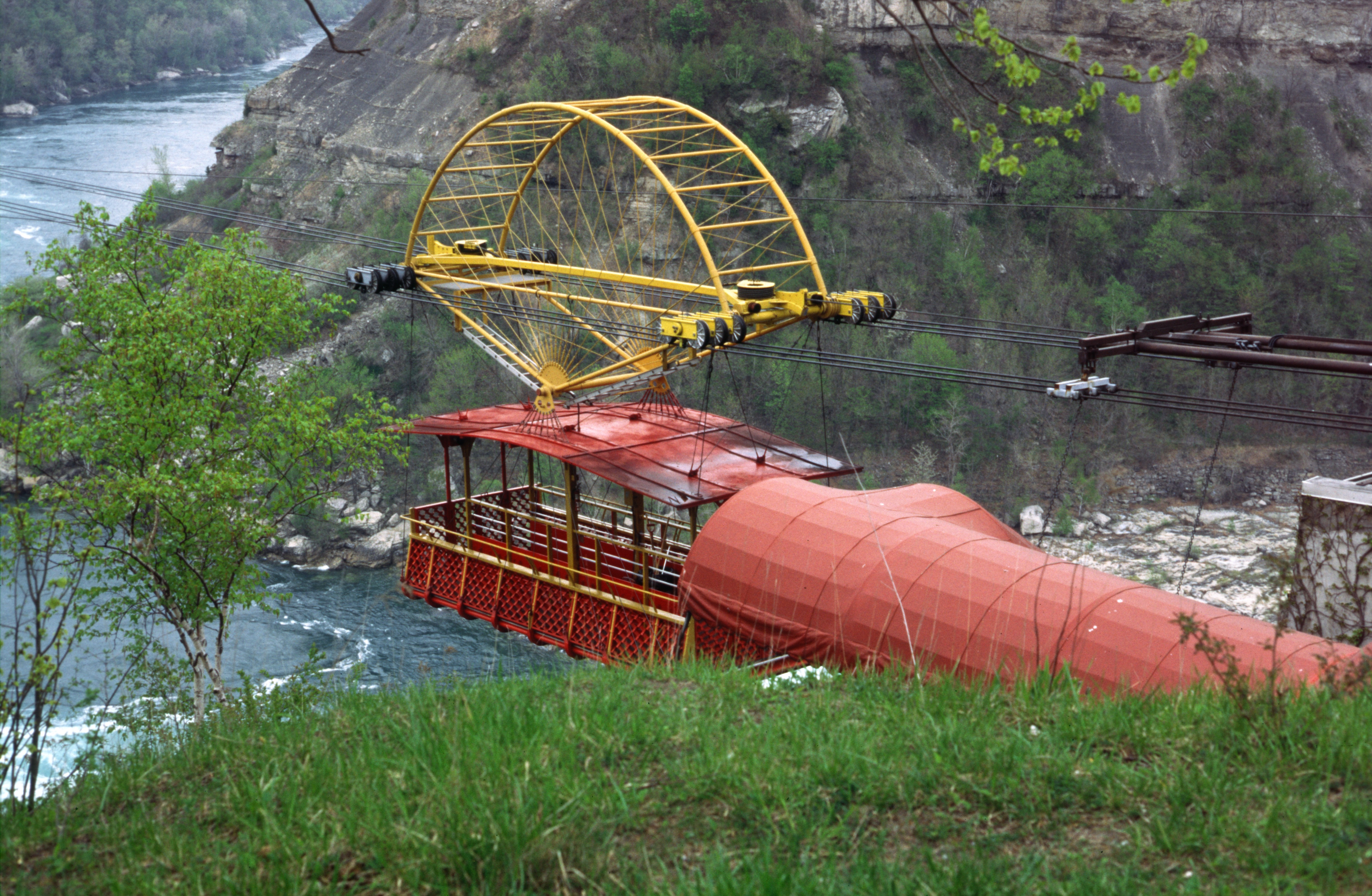
Huvudstationen